# Saint-Julien-de-Peyrolas
Saint-Julien-de-Peyrolas är en kommun i departementet Gard i regionen Occitanien i södra Frankrike. Kommunen ligger i kantonen Pont-Saint-Esprit som tillhör arrondissementet Nîmes. År 2022 hade Saint-Julien-de-Peyrolas 1 501 invånare.

## Befolkningsutveckling
Antalet invånare i kommunen Saint-Julien-de-Peyrolas
Referens:INSEE